# 2018年哥倫比亞總統選舉
2018年哥倫比亞總統選舉實行兩輪投票制，於2018年5月27日舉行了首輪投票。由於無參選人取得過半數票，在同年6月17日舉行了次輪投票。從2010年起在位的時任總統胡安·曼努埃尔·桑托斯因為已擔任兩屆總統，因有任期限制而不具參選資格。根据最终的的选举结果，右翼政党民主中心候选人伊万·杜克·马尔克斯以53.98%的得票率当选新一届哥伦比亚总统。

## 选举背景
作为南美洲传统的右翼执政国家。此次总统选举是哥伦比亚结束数十年国内武装冲突实现和平之后首次举行大选。而选民关注焦点从过去的国内安全更多地转变为经济社会发展。

## 選舉結果
在第一轮选举中，民主中心候选人伊万·杜克·马尔克斯以39.14%的得票率领先其他候选人，而排名第二的进步主义运动候选人古斯塔沃·彼得罗得票率为25.09%，仅领先排名第三的绿色联盟候选人塞爾西奧·法哈多1.36个百分点，由于没有候选人得票率过半，前两名进入第二轮选举。在第二轮选举中，民主中心候选人伊万·杜克·马尔克斯以53.98%的得票率战胜古斯塔沃·彼得罗，当选新一届哥伦比亚总统。
| 參選人                                           | 參選人                 | 政黨/政党联盟         | 第一輪     | 第一輪 | 第二輪     | 第二輪 |
| 參選人                                           | 參選人                 | 政黨/政党联盟         | 得票       | %      | 得票       | %      |
| ------------------------------------------------ | ---------------------- | --------------------- | ---------- | ------ | ---------- | ------ |
|                                                  | 伊万·杜克·马尔克斯     | 为了哥伦比亚大联盟    | 7,569,693  | 39.14  | 10,373,080 | 53.98  |
|                                                  | 古斯塔沃·彼得罗        | 正派名单              | 4,851,254  | 25.09  | 8,034,189  | 41.81  |
|                                                  | 塞尔西奥·法哈多        | 哥倫比亞聯盟          | 4,589,696  | 23.73  |            |        |
|                                                  | 赫爾曼·巴爾加斯·耶拉斯 | 最好的巴爾加斯·耶拉斯 | 1,407,840  | 7.28   |            |        |
|                                                  | 哈贝托·德·拉卡莱       | PLC-ASI               | 399,180    | 2.06   |            |        |
|                                                  | 豪尔赫·特鲁希略        | 我们是整个哥伦比亚    | 75,614     | 0.39   |            |        |
|                                                  | 支持者投空白票         | 种族开拓党            | 60,312     | 0.31   |            |        |
|                                                  | 维维安·莫拉莱斯·霍约斯 | 我们是哥伦比亚地区    | 41,458     | 0.2    |            |        |
| 空白票                                           | 空白票                 | 空白票                | 341,087    | 1.76   | 808,104    | 4.20   |
| 無效票                                           | 無效票                 | 無效票                | 300,080    | –      | 295,499    | –      |
| 總計                                             | 總計                   | 總計                  | 19,336,134 | 100    | 19,510,684 | 100    |
| 已登記選民／投票率                               | 已登記選民／投票率     | 已登記選民／投票率    | 36,227,267 | 53.37  | 36,783,940 | 53.02  |
| 來源：El Tiempo（页面存档备份，存于） Government |                        |                       |            |        |            |        |

## 反应
成功当选新一届哥伦比亚总统的伊万·杜克·马尔克斯说：“我们已经做好准备，为哥伦比亚民众全力工作。”而落败的古斯塔沃·彼得罗则表示将继续努力。他说：“我们不是失败者，我们只是今天没有赢。”

## 评价
哥伦比亚政治学家豪尔赫·雷斯特雷波说到：“上世纪40年代以来，从来没有来自左翼的可行选项，这是本次大选最突出的特点。”而在此次选举中，左翼候选人彼得罗成功杀入第二轮。
哥伦比亚政治分析师费尔南多·希拉尔多则认为，杜克的当选将使目前哥伦比亚政府与反政府武装哥伦比亚民族解放军的和谈陷入困境。